# Rougon
Pour les articles homonymes, voir Rougon (homonymie).
Rougon est une commune française, située dans le département des Alpes-de-Haute-Provence en région Provence-Alpes-Côte d'Azur.
Le nom de ses habitants est Rougonnais.

## Géographie

### Localisation

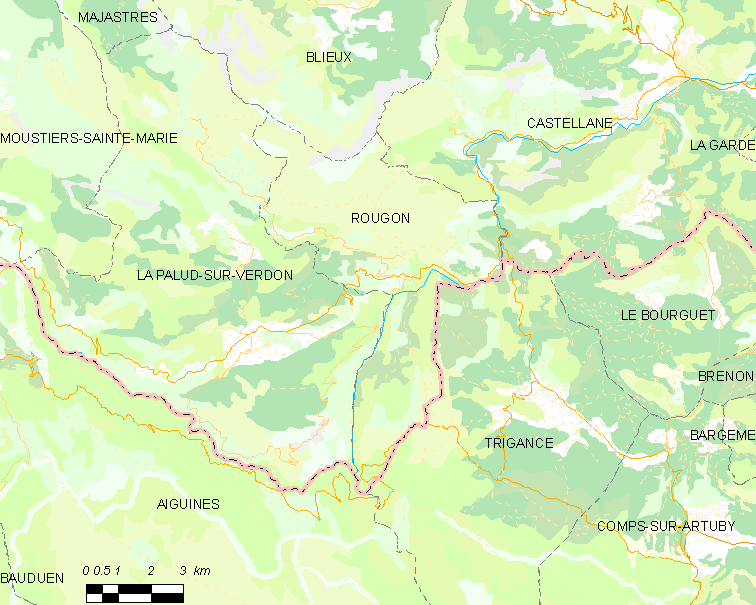
Rougon et les communes voisines (Cliquez sur la carte pour accéder à une grande carte avec la légende).

Rougon est une des 46 communes adhérentes du Parc naturel régional du Verdon.
Les communes limitrophes de Rougon sont Blieux, Castellane, Trigance (dans le département du Var) et La Palud-sur-Verdon.

### Géologie et relief

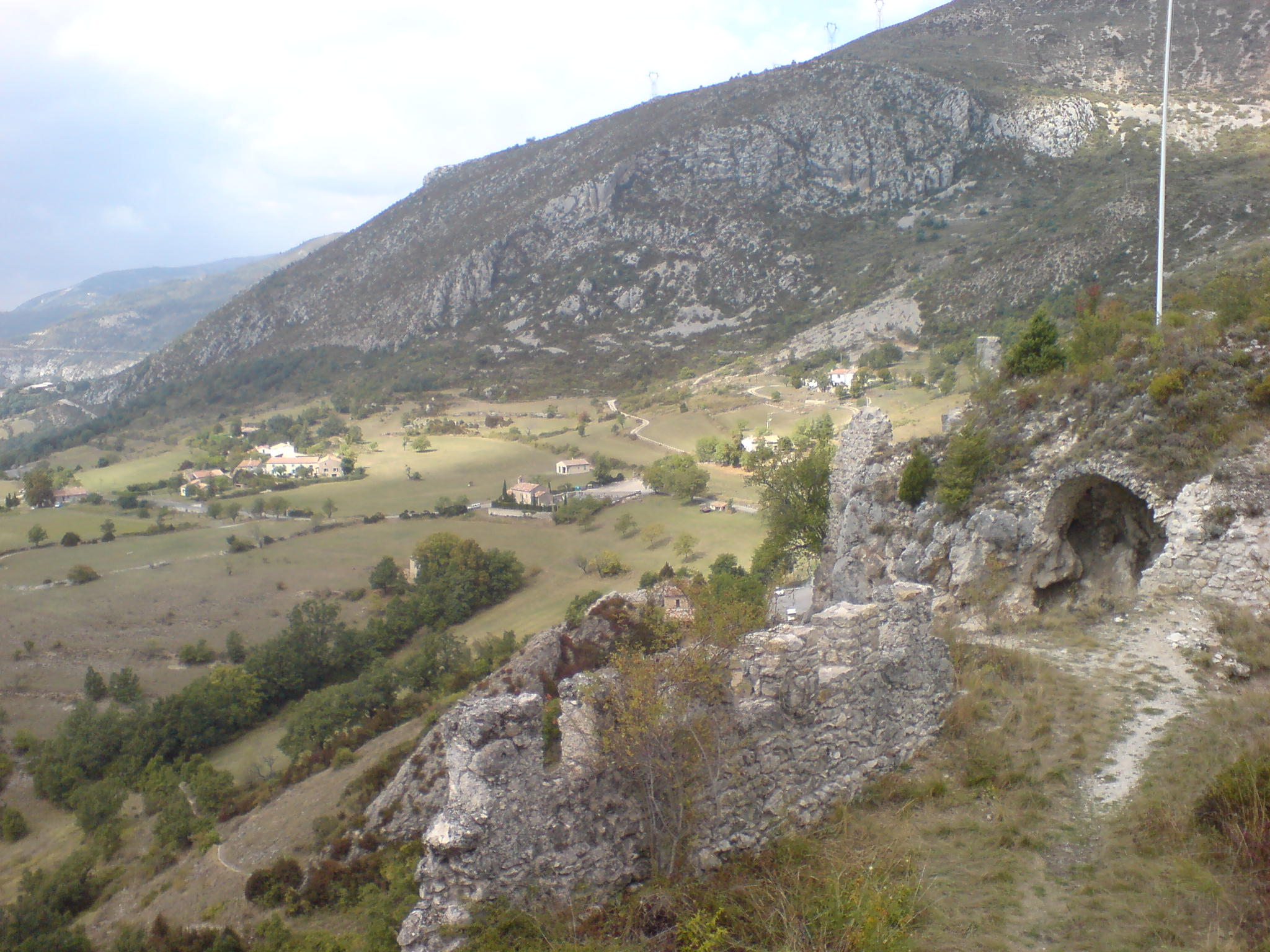
Ruines du château fort et les Traverses en arrière-plan (1075 m).

Le village est perché à 930 m d’altitude, sur un éperon qui sert également de col, à proximité des gorges du Verdon.
Le belvédère du Point Sublime (site inscrit) est sur le territoire de la commune. L’éperon sur lequel est situé le château est un site classé. Le point culminant est le Mourre de Chanier (1 930 m), dans le massif du Montdenier.
On trouve des fossiles tithoniques sur la commune. L'essentiel du substrat est cependant composé des calcaires jurassiques, qui ont donné lieu à de nombreuses formations karstiques.
La commune est située dans le périmètre de protection de la Réserve naturelle géologique de Haute-Provence.

### Hydrographie et les eaux souterraines
Cours d'eau sur la commune ou à son aval :
- rivière le Verdon ;
- rivière le Jabron ;
- rivière l'Artuby ;
- rivière le Bau ;
- ravins du Riu, de Passerin, de Patarasse, de Cabroulet, de Saint-joseph, de Réquiran, des Conhets ;
- torrent de Praux ;
- vallon le grand.

### Climat
Pour des articles plus généraux, voir Climat de Provence-Alpes-Côte d'Azur et Climat des Alpes-de-Haute-Provence.
En 2010, le climat de la commune est de type climat méditerranéen altéré, selon une étude du Centre national de la recherche scientifique s'appuyant sur une série de données couvrant la période 1971-2000. En 2020, Météo-France publie une typologie des climats de la France métropolitaine dans laquelle la commune est dans une zone de transition entre le climat de montagne et le climat méditerranéen et est dans la région climatique Alpes du sud, caractérisée par une pluviométrie annuelle de 850 à 1 000 mm, minimale en été.
Pour la période 1971-2000, la température annuelle moyenne est de 11 °C, avec une amplitude thermique annuelle de 15,9 °C. Le cumul annuel moyen de précipitations est de 966 mm, avec 7 jours de précipitations en janvier et 4,4 jours en juillet. Pour la période 1991-2020, la température moyenne annuelle observée sur la station météorologique de Météo-France la plus proche, « Castellane », sur la commune de Castellane à 11 km à vol d'oiseau, est de 10,5 °C et le cumul annuel moyen de précipitations est de 999,7 mm. 
La température maximale relevée sur cette station est de 40,8 °C, atteinte le 28 juin 2019 ; la température minimale est de −20,5 °C, atteinte le 10 janvier 1985,,.
Les paramètres climatiques de la commune ont été estimés pour le milieu du siècle (2041-2070) selon différents scénarios d'émission de gaz à effet de serre à partir des nouvelles projections climatiques de référence DRIAS-2020. Ils sont consultables sur un site dédié publié par Météo-France en novembre 2022.

### Voies de communication et transports

#### Voies routières
La commune de Rougon est desservie par la route départementale RD 952 (ancienne route nationale 552), qui relie Castellane à Gréoux-les-Bains en empruntant la vallée du Verdon et le plateau de Valensole.

#### Services autocars

##### Lignes régionales, réseauZou!
- Rougon est desservie par 1 ligne de PROXIMITÉ :

| Ligne | Tracé                                               |
| ----- | --------------------------------------------------- |
| 450   | Castellane ↔ Rougon ↔ Moustiers-Sainte-Marie ↔ Riez |

### Végétation
La commune compte 980 ha de bois et forêts, soit 27 % de sa superficie.

### Risques naturels et technologiques
La commune de Rougon est également exposée à trois risques naturels : les feux de forêt, les inondations et les mouvements de terrain.
La commune de Rougon est de plus exposée à deux risques d’origine technologique :
- celui de transport de matières dangereuses par route : la départementale RD 952 peut être empruntée par les transports routiers de marchandises dangereuses[15] ;
- celui de rupture de barrage. Rougon fait partie de la zone d’inondation spécifique en cas de rupture du barrage de Castillon[16],[17]. Si cette rupture advenait, l’onde de submersion passerait en crête au-dessus de celui de Chaudanne[18], et atteindrait la clue de Chasteuil en 17 à 18 minutes (où elle entre dans la commune de Rougon)[19], progressant à une vitesse moyenne de 60 km/h. Ensuite, elle ralentirait pour arriver à hauteur du village au bout de 28 minutes, ne dépassant pas toutefois la cote des 670 m (soit une hausse du cours du Verdon de plus de 60 m)[20].

Aucun plan de prévention des risques naturels prévisibles (PPR) n’existe pour la commune mais le Dicrim existe depuis 2011.
La commune a été l’objet de deux arrêtés de catastrophe naturelle pour des inondations et des coulées de boue en 1994 et 2011. Le dernier tremblement de terre fortement ressenti dans la commune est celui de Chasteuil, le 30 novembre 1951. Il a été ressenti avec une intensité macro-sismique de VI et demi sur l’échelle MSK,. Celui du 24 novembre 1994 avait son épicentre dans la commune, et une intensité de 4.

### Sismicité
Aucune des 200 communes du département n'est en zone de risque sismique nul. Le canton de Castellane auquel appartient Rougon est en zone 1b (sismicité faible) selon la classification déterministe de 1991, basée sur les séismes historiques, et en zone 4 (risque moyen) selon la classification probabiliste EC8 de 2011.

### Toponymie
Le nom de la commune est ancien : outre villa Rovagonis 814, on connaît les formes Rovagonus (1056), de castro Rogone (1096), oppidi Ragonis (1114) et de Roagono (1200). Il fait l’objet de différentes interprétations :
- selon Charles Rostaing, il est construit sur la racine *Rub-, désignant un rocher[26], et antérieure aux Gaulois[27] ;
- selon Ernest Nègre, il est construit sur un nom propre préceltique, à l’origine et au sens incertains[28]. La commune se nomme Rogon en provençal selon la norme classique et Rougoun selon la norme mistralienne.

## Histoire
Sur la barre de Catalan (1333 m d’altitude), une enceinte, peut-être protohistorique a été repérée par prospection aérienne : elle était défendue par deux murs concentriques, épais d’environ 1,5 m,,.
La localité apparaît pour la première fois dans les chartes en 814, avec la mention de villa Rovagonis dans le polyptyque de Wadalde. Cette villa est le siège d’une vaste exploitation appartenant à l’abbaye Saint-Victor de Marseille. Elle a aussi de nombreuses fermes sous sa dépendance à Rougon et La Palud,. 
Un château fut construit au XIe siècle,. La paroisse relevait de l’évêque de Riez, qui, à partir de 1096, partagea les dîmes avec l’abbaye de Montmajour.
Les Templiers possédaient un bien à Rougon. Il s’agit du Prieuré Saint-Maxime, en limite de la commune de Trigance,. Comme tout bien des Templiers, il était exempté de redevance envers l’évêque de Riez, et donc toutes les dîmes et redevances allaient intégralement aux Templiers. Le prieuré est passé à l’ordre des Hospitaliers au XIVe siècle.
La seigneurie, d’abord aux Castellane (XIVe siècle), passe aux Glandevez (XVe siècle), puis aux Brun-Castellane (XVIe – XVIIe siècle) et est enfin achetée par l’abbaye de Lérins en 1732,. Cette seigneurie comportait le château, les droits de justice et divers autres, le moulin banal, plusieurs bâtiments dont deux bastides, des terres, prés.
La mort de la reine Jeanne Ire ouvre une crise de succession à la tête du comté de Provence, les villes de l’Union d'Aix (1382-1387) soutenant Charles de Duras contre Louis Ier d'Anjou. Le seigneur de Rougon, Guyard de La Garde, se rallie aux Angevins en 1385, après la mort de Louis Ier.
Durant la Révolution, la commune de Rougon compte une société patriotique, créée après la fin de 1792.
La Révolution et l’Empire apportent nombre d’améliorations, dont une imposition foncière égale pour tous, et proportionnelle à la valeur des biens de chacun. Afin de la mettre en place sur des bases précises, la levée d’un cadastre est décidée. La loi de finances du 15 septembre 1807 précise ses modalités, mais sa réalisation est longue à mettre en œuvre, les fonctionnaires du cadastre traitant les communes par groupes géographiques successifs. Ce n’est qu’en 1835 que le cadastre dit napoléonien de Rougon est achevé.
Comme de nombreuses communes du département, Rougon se dote d’une école bien avant les lois Jules Ferry : en 1863, elle compte déjà son école qui dispense une instruction primaire aux garçons, au chef-lieu. Aucune instruction n’est donnée aux filles : ni la loi Falloux (1851), qui impose l’ouverture d’une école de filles aux communes de plus de 800 habitants, ni la première loi Duruy (1867), qui abaisse ce seuil à 500 habitants, ne concernent Rougon. Ce n’est qu’avec les lois Ferry que les filles d’Allons sont régulièrement scolarisées.

## Héraldique
| Blason de Rougon | Blason  | De gueules au château d'or ouvert de sable, le château et les tours ajourés de sable, le tout maçonné du même sur une terrasse du même,. |
| Blason de Rougon | Détails | Le statut officiel du blason reste à déterminer.                                                                                         |

## Politique et administration

### Liste des maires

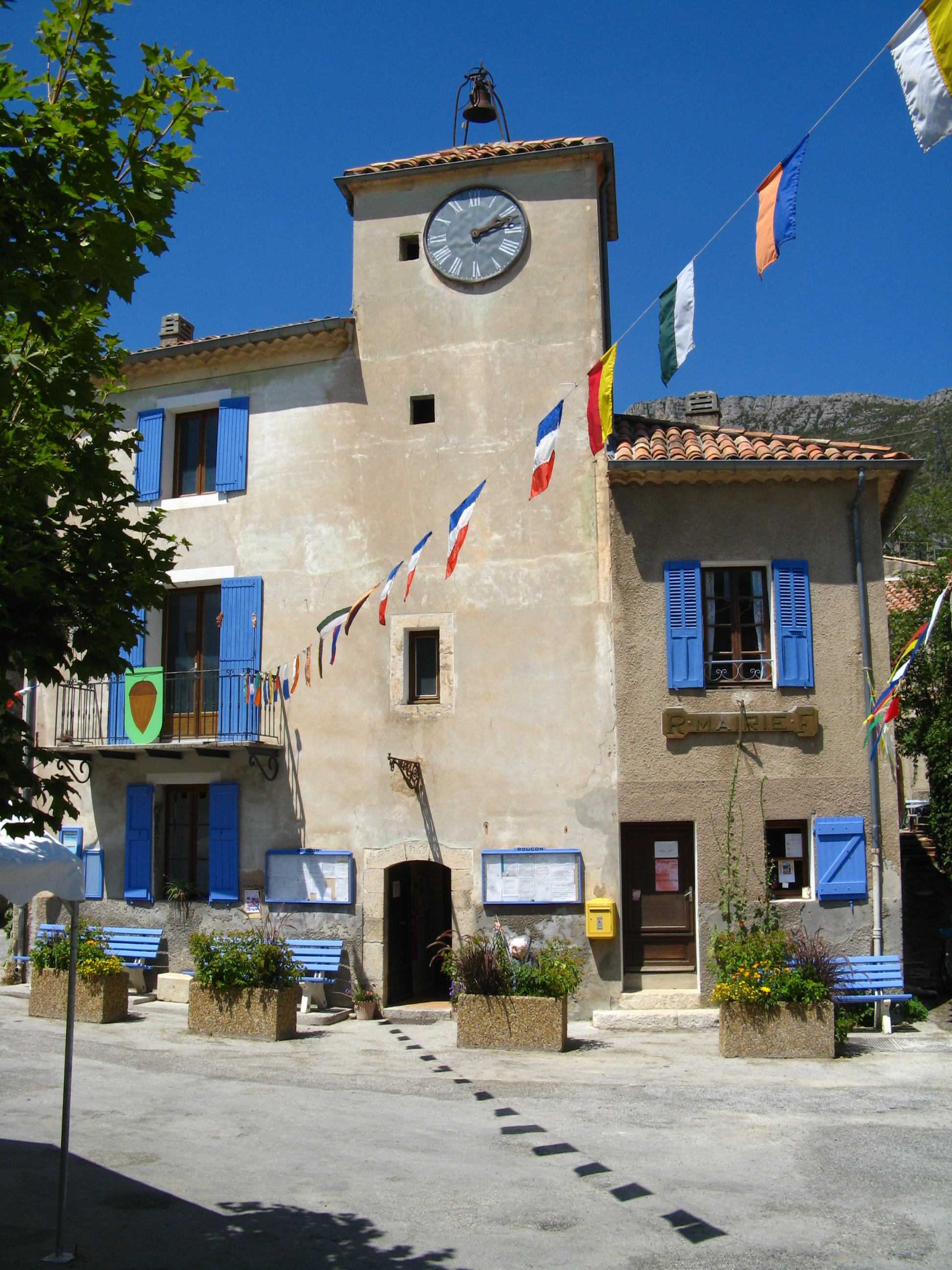
Mairie de Rougon.

| Période                                  | Période      | Identité              | Étiquette | Qualité  |
| ---------------------------------------- | ------------ | --------------------- | --------- | -------- |
| mai 1945                                 | juillet 1945 | Édouard Carbonnel     |           |          |
| juillet 1945                             | avril 1995   | Antoine Susini        |           |          |
| mars 1995                                | mars 2008    | Jean-Pierre Clair     |           |          |
| 2008                                     | 2014         | Michel Facchin        |           |          |
| 2014                                     | 2020         | Jean marie Audibert   |           |          |
| 2020                                     | En cours     | Jacques Jean Audibert |           | Retraité |
| Les données manquantes sont à compléter. |              |                       |           |          |

### Intercommunalité
Rougon fait partie: 
- jusqu'en 2016 de la Communauté de communes du Moyen Verdon ;
- à partir du 1er janvier 2017, de la communauté de communes Alpes Provence Verdon.

## Urbanisme

### Typologie
Au 1er janvier 2024, Rougon est catégorisée commune rurale à habitat très dispersé, selon la nouvelle grille communale de densité à 7 niveaux définie par l'Insee en 2022.
Elle est située hors unité urbaine et hors attraction des villes,.

### Occupation des sols
L'occupation des sols de la commune, telle qu'elle ressort de la base de données européenne d’occupation biophysique des sols Corine Land Cover (CLC), est marquée par l'importance des forêts et milieux semi-naturels (100 % en 2018), une proportion identique à celle de 1990 (100 %). La répartition détaillée en 2018 est la suivante : 
milieux à végétation arbustive et/ou herbacée (59,2 %), forêts (30,4 %), espaces ouverts, sans ou avec peu de végétation (10,5 %).
L'évolution de l’occupation des sols de la commune et de ses infrastructures peut être observée sur les différentes représentations cartographiques du territoire : la carte de Cassini (XVIIIe siècle), la carte d'état-major (1820-1866) et les cartes ou photos aériennes de l'IGN pour la période actuelle (1950 à aujourd'hui).

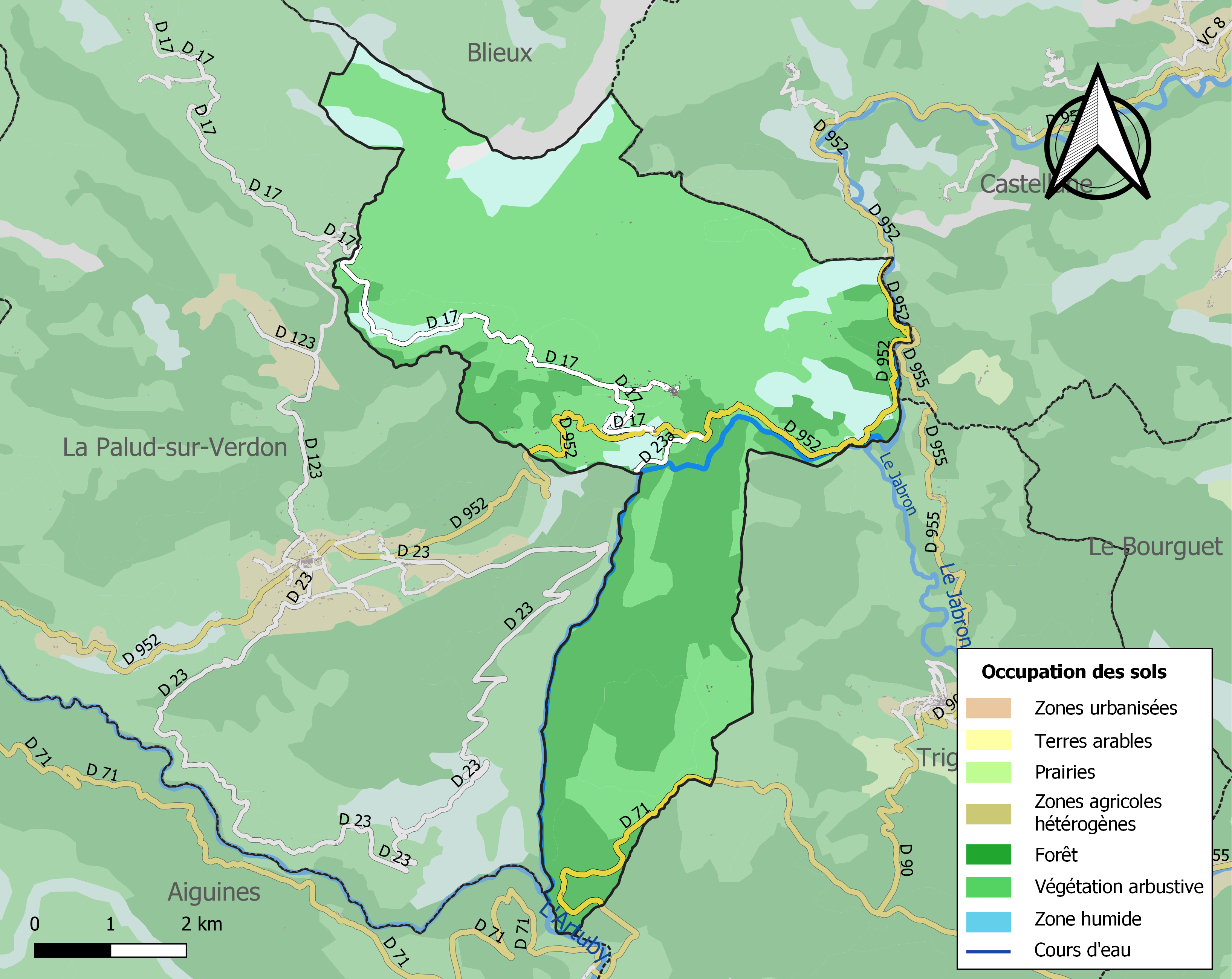
Carte de l'occupation des sols de la commune en 2018 (CLC).

### Budget et fiscalité 2016
En 2016, le budget de la commune était constitué ainsi :
- total des produits de fonctionnement : 228 000 €, soit 2 212 € par habitant ;
- total des charges de fonctionnement : 190 000 €, soit 1 849 € par habitant ;
- total des ressources d’investissement : 124 000 €, soit 1 203 € par habitant ;
- total des emplois d’investissement : 171 000 €, soit 1 660 € par habitant.
- endettement : 56 000 €, soit 539 € par habitant.

Avec les taux de fiscalité suivants :
- taxe d’habitation : 9,75 % ;
- taxe foncière sur les propriétés bâties : 8,84 % ;
- taxe foncière sur les propriétés non bâties : 58,88 % ;
- taxe additionnelle à la taxe foncière sur les propriétés non bâties : 58,73 % ;
- cotisation foncière des entreprises : 16,52 %.

Chiffres clés Revenus et pauvreté des ménages en 2014.

## Population et société

### Démographie

#### Évolution démographique
L'évolution du nombre d'habitants est connue à travers les recensements de la population effectués dans la commune depuis 1765. Pour les communes de moins de 10 000 habitants, une enquête de recensement portant sur toute la population est réalisée tous les cinq ans, les populations de référence des années intermédiaires étant quant à elles estimées par interpolation ou extrapolation. Pour la commune, le premier recensement exhaustif entrant dans le cadre du nouveau dispositif a été réalisé en 2004.
En 2022, la commune comptait 120 habitants, en évolution de +14,29 % par rapport à 2016 (Alpes-de-Haute-Provence : +2,84 %, France hors Mayotte : +2,11 %).
| 1765 | 1793 | 1800 | 1806 | 1821 | 1831 | 1836 | 1841 | 1846 |
| ---- | ---- | ---- | ---- | ---- | ---- | ---- | ---- | ---- |
| 484  | 539  | 506  | 497  | 505  | 496  | 548  | 558  | 560  |

| 1851 | 1856 | 1861 | 1866 | 1872 | 1876 | 1881 | 1886 | 1891 |
| ---- | ---- | ---- | ---- | ---- | ---- | ---- | ---- | ---- |
| 485  | 500  | 484  | 487  | 478  | 406  | 357  | 349  | 309  |

| 1896 | 1901 | 1906 | 1911 | 1921 | 1926 | 1931 | 1936 | 1946 |
| ---- | ---- | ---- | ---- | ---- | ---- | ---- | ---- | ---- |
| 317  | 319  | 331  | 265  | 180  | 180  | 150  | 126  | 93   |

| 1954 | 1962 | 1968 | 1975 | 1982 | 1990 | 1999 | 2004 | 2006 |
| ---- | ---- | ---- | ---- | ---- | ---- | ---- | ---- | ---- |
| 90   | 52   | 41   | 40   | 55   | 77   | 85   | 128  | 135  |

| 2009 | 2014 | 2019 | 2022 | - | - | - | - | - |
| ---- | ---- | ---- | ---- | - | - | - | - | - |
| 104  | 103  | 121  | 120  | - | - | - | - | - |

| 1315    | 1471    |
| ------- | ------- |
| 54 feux | 16 feux |

En 1906, la population comprend 21 ouvriers présents temporairement pour la construction d'une conduite maçonnée devant amener l'eau du Verdon de Castellane à l'usine hydro-électrique du Galetas, qui ne fut jamais achevée.

## Économie

### Entreprises et commerces

#### Commerces
Le café La Terrasse, qui porte le label Bistrot de Pays, adhère à une charte dont le but est de « contribuer à la conservation et à l’animation du tissu économique et social en milieu rural par le maintien d’un lieu de vie du village ».

## Lieux et monuments

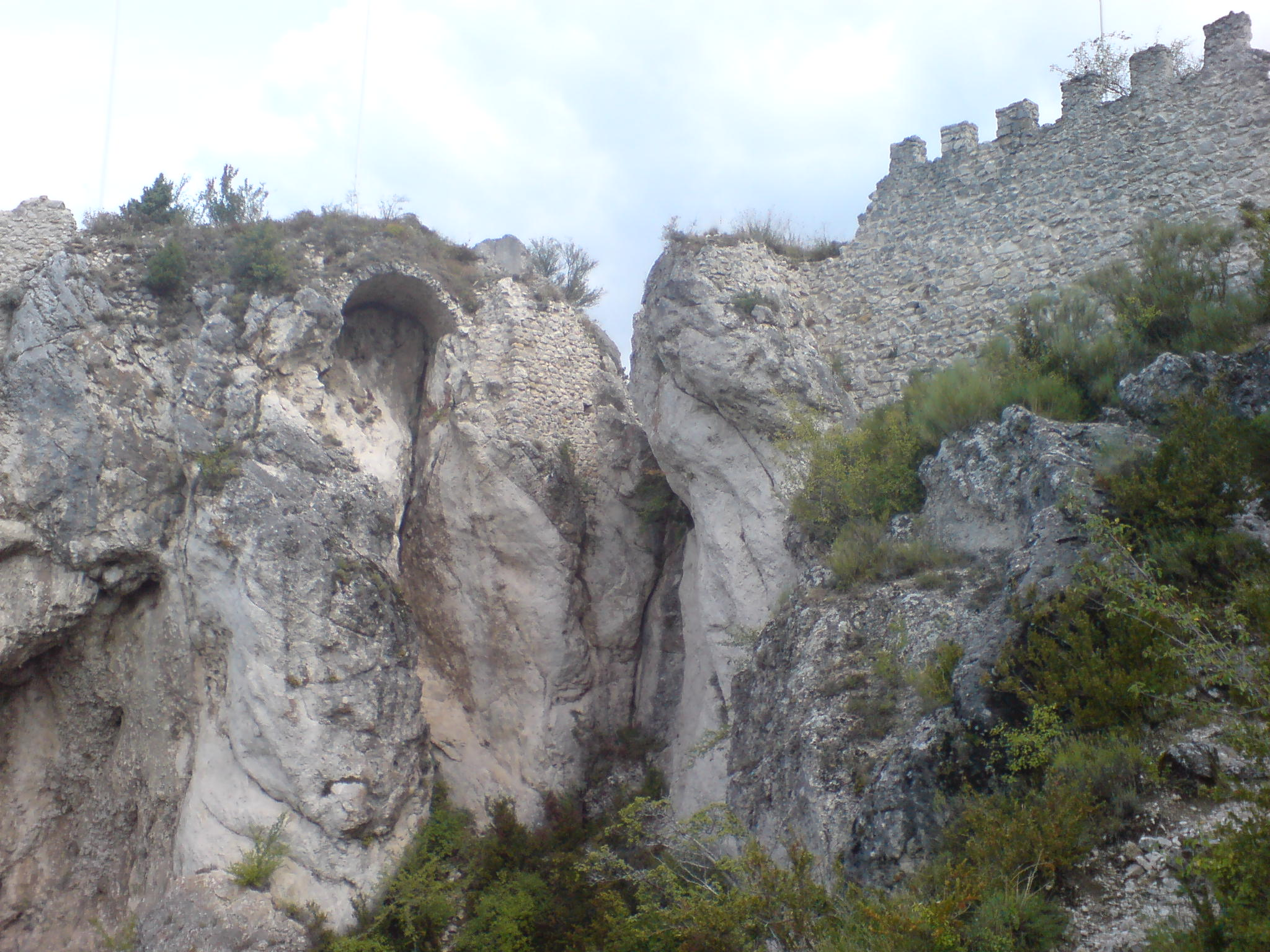
Ruines du château fort accrochées au rocher.

### Le patrimoine naturel, la faune et la flore
- Le site des gorges du Verdon traverse la commune, il est classé depuis 1990 et figure dans tous les guides touristiques consacrés à la région[3].
- L'inventaire des espèces et infra-espèces sur la commune a permis de recenser 1 181 taxons terminaux[65]

### Le patrimoine civil
- Le village est dominé par les ruines du château fort, perché sur une arête vertigineuse dominant l'entrée des gorges du Verdon[66]. Le site du château est lui aussi classé[3]). Une arche construite au-dessus d’une faille permettait d’agrandir la surface du château, accessible par un sentier malaisé. D’autres vestiges de fortifications sont visibles à la barre des Catelans[67]. Ce château défendait la route d’accès à Castellane[68].
- La commune compte deux ponts anciens :
  - le pont du Tusset[69] qui franchit le Verdon, au pied du village. Situé à l’aplomb du Point Sublime, il est construit au XVIIIe siècle sur une draille de transhumance entre Chasteuil et le plan de Canjuers. Son arche en dos-d'âne supporte un tablier de 24 m long et de 3 m de large. Sa chaussée est caladée[70] ;
  - le pont de Carajuan[71], également sur le Verdon : situé dans la clue de Carajuan, ses deux arches surbaissées supportent une voie de 3 m de large. La pile centrale est protégée par un avant-bec. Construit au XVIIIe siècle, il remplace un pont qui existait en 1655[72].
- Les fontaines[73],[74],[75],[76], lavoirs[77],[78],[79], abreuvoirs[80],[81] et puits[82],[83].

### Le patrimoine religieux
- L’église paroissiale Notre-Dame-de-la-Roche-et-Saint-Romain[38], patronnée par saint Christophe[84],[32], est de style roman.
- La chapelle romane Saint-Christophe[85],[86], située au cimetière[32], précédée d’un porche, possède une nef de trois travées voûtées d’arêtes qui débouche dans un chœur à chevet plat en berceau. Elle est construite à la fin du XVIIe siècle ou au début du suivant[87]. Les peintures à motifs végétaux des arcs-doubleaux datent de la fin du XVIIIe siècle[88]. Enfin, son sol est recouvert d’un carrelage émaillé jaune[89]. Dans son mobilier se trouve un buste-reliquaire des environs de 1600, classé monument historique au titre objet[90].
- L’ancienne chapelle templière[91] puis hospitalière[92] Saint-Mayme (anciennement Saint-Maxime) et les bâtiments du prieuré, parfois décrits comme une bastide[37], sont occupés par une ferme[32].
- Les oratoires[93],[94],[95],[96],[97],[98],[99].
- Monument aux morts[100],[101],[102].

## Personnalités liées à la commune
- Le prêtre ouvrier Guy Gilbert (né en 1935) y possède une ferme dont il a fait un centre de rééducation, appelé La bergerie de Faucon.